# کیفیت بخار

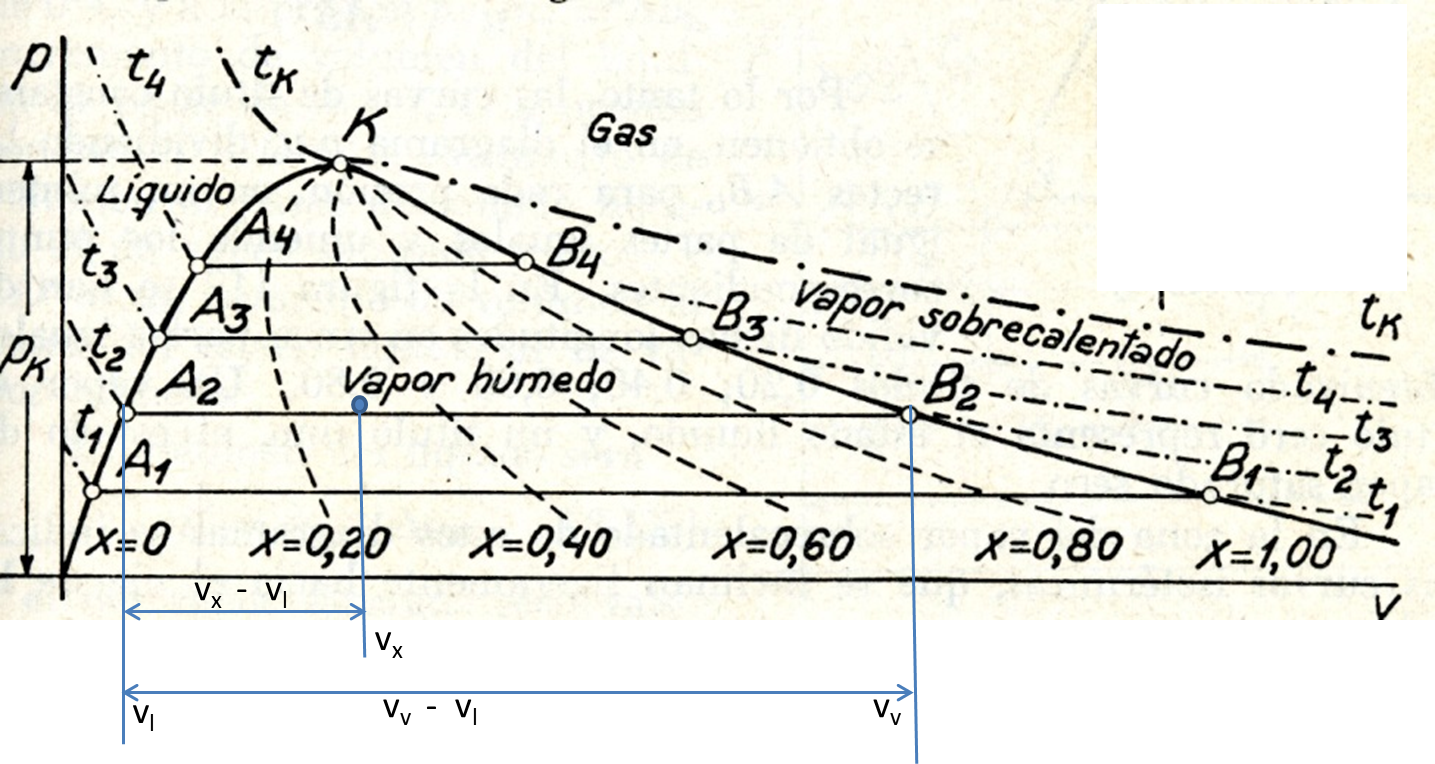
نمایی از طرح‌وارهٔ نمودار کیفیت بخار در دانش ترمودینامیک

کیفیت بخار(به انگلیسی: Vapor quality) در دانش ترمودینامیک و به ویژه در توصیف فرایند تبخیر آب از اهمیت بالایی برخوردار است. کیفیت بخار برای یک مخلوط بخار و آب عبارت از نسبت جرم بخار خشک به مجموع جرم بخار و آب است. این نسبت کسر جرمی نامیده می‌شود و به کار بردن آن در مورد مخلوط‌هایی که از مواد اشباع‌شده تشکیل نشده‌باشند (مثلاً، مایعِ فشرده‌شده) بی‌معنی است. بنابراین تعریف کیفیت بخار همواره نسبتی بین صفر تا یک است. همچنین با توجه به معادلهٔ زیر مشخص می‌شود که این کمیت، یک کمیت بدون بعد است. این کمیت در طراحی چرخه‌های نیروگاهی از اهمیت ویژه‌ای برخوردار است چرا که در صورت پایین بودن کیفیت بخار از حد معین، مخلوط ورودی به توربین می‌تواند به پره‌های توربین آسیب جدی وارد کند.
{\displaystyle \chi ={\frac {m_{vapor}}{m_{total}}}}
در این رابطه {\displaystyle m_{vapor}} نشان‌دهندهٔ جرم بخار خشک و {\displaystyle m_{total}} نشان‌دهندهٔ جرم کل مخلوط دو فازی است.